# Andrea Fovana
Andrea Fovana (Borgomanero, 26 novembre 1985) è un copilota di rally italiano.

## Biografia
Esordisce nelle gare di regolarità per auto ad energia alternativa nel 2011 partecipando su Alfa Romeo Mito al Rallye Monte Carlo des Énergies Nouvelles. Nella stessa stagione ottiene il 3º posto nel Campionato Italiano e il 6º posto nella classifica mondiale del Campionato del mondo FIA per auto ad energia alternative grazie alla vittoria del 6º Ecorally San Marino - Città del Vaticano.
Nel 2012, col pilota Roberto Viganò, è autore di una gara memorabile nel Rallye Monte Carlo des Énergies Nouvelles, mantenendo la testa della classifica dalla prima prova speciale fino a metà dell'ultima, compromettendo la vittoria nel finale. Ottiene il 3º nella gara di velocità sul porto.
Successivamente ottiene il 4º posto nell'Ecorally della Mendola, il 5º posto nel Sestrière Ecorally e il 4º posto nell'Ecorally San Marino - Città del Vaticano, valevoli per il Campionato Italiano e il Campionato del mondo FIA per auto ad energia alternative.
Conclude la stagione 2012 con il 4º posto nel Campionato Italiano e il 6º posto nel Campionato del Mondo.
Nel 2013 partecipa con la sua Alfa Romeo Mito al Rallye Monte Carlo des Énergies Nouvelles conquistando l'8º posto assoluto il 4º di categoria e il 5º nella gara di velocità sul porto.
Successivamente ottiene la prima posizione nell'Ecorally della Mendola, gara valevole per il Campionato Italiano e il Campionato del mondo FIA per auto ad energia alternative.
Primo posto anche nel Sestrière Ecorally gara valevole per il Campionato Italiano e il Campionato del mondo FIA per auto ad energia alternative.
Conclude il 2013 con il 2º posto nella classifica co-piloti del Campionato Italiano e il 4º posto in quella del Campionato del mondo FIA per auto ad energia alternative.